# Diego Negrón
Diego Enrique Negrón Mattei (San Juan, 31 ottobre 1999) è un pallavolista portoricano, schiacciatore dei Cafeteros de Yauco.

## Carriera

### Club
La carriera di Diego Negrón inizia nei tornei scolastici portoricani con il Colegio San Ignacio. Dopo il diploma prende parte alla lega universitaria statunitense NCAA Division I, dove gioca dal 2018 al 2022 con la Lindenwood, saltando tuttavia la prima annata. 
Firma il suo primo contratto professionistico nella stagione 2022-23, quando approda nel club brasiliano dell'AEESB, in Superliga Série A: dopo aver disputato il Campionato Mineiro, rescinde il contratto con la formazione sudamericana, approdando quindi in Portogallo, dove è di scena nella Primeira Divisão con l'Académica Espinho per il resto dell'annata. In seguito partecipa alla Liga de Voleibol Superior Masculino 2023 con i Caribes de San Sebastián, aggiudicandosi lo scudetto.
Nella Liga de Voleibol Superior Masculino 2024 viene ingaggiato dai Cafeteros de Yauco.

### Nazionale
Fa parte della nazionale portoricana Under-21 impegnata alla Coppa panamericana 2017, mentre con la nazionale Under-23 è di scena ai Giochi panamericani giovanili.
Nel 2021 debutta in nazionale maggiore alla NORCECA Final Six.

## Palmarès

### Club
- Campionato portoricano: 1

2023